# پادشاهی‌خواهی

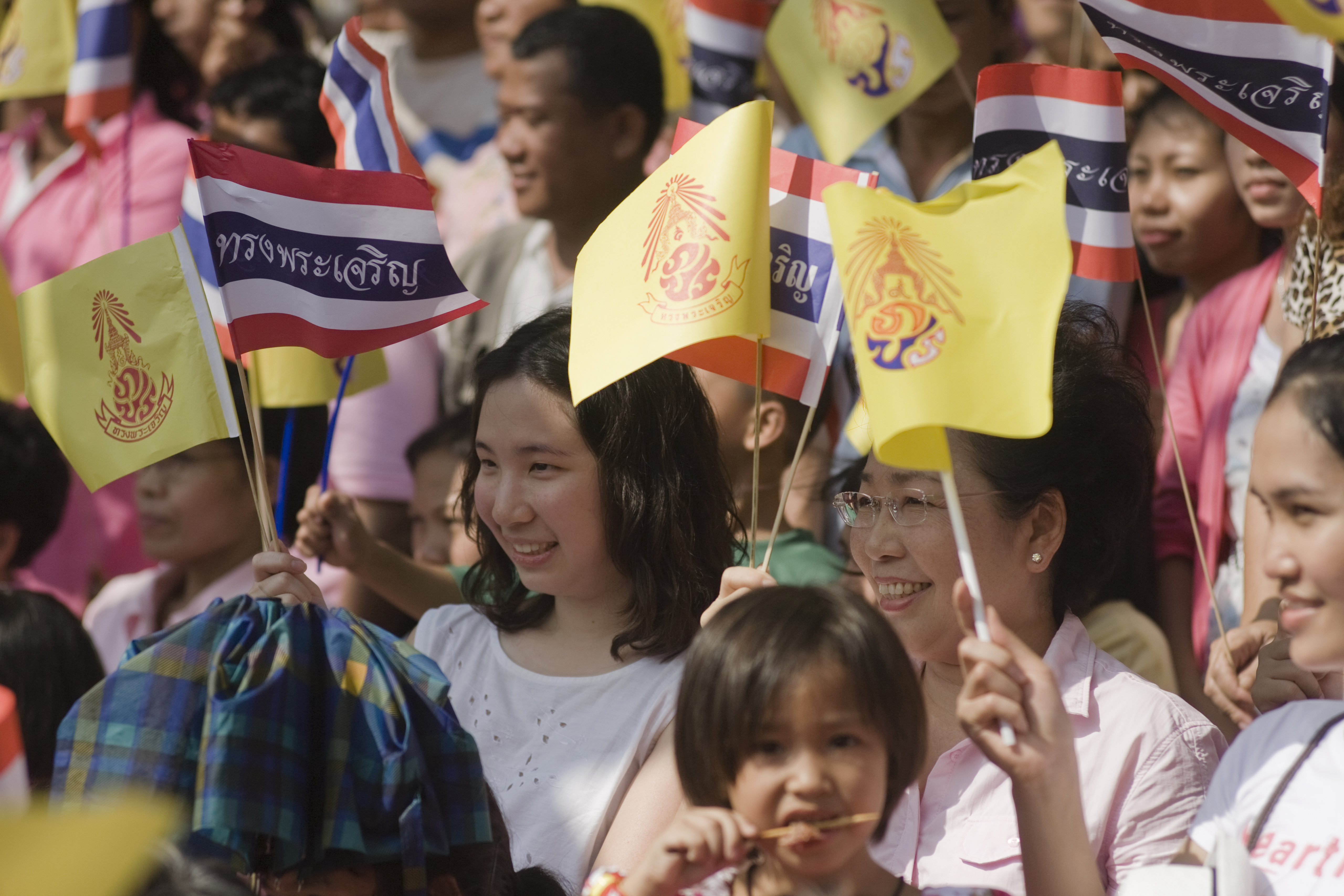
پادشاهی‌خواهی

پادشاهی‌خواهی یا مونارْشیسم(انگلیسی:Monarchism) هواخواهی از نظام پادشاهی است.یک پادشاهی‌خواه یا مونارْشیسْت فردی است که مستقل از هر پادشاه خاصی از این شکل دولت حمایت می‌کند. شکل مخالف پادشاهی جمهوری است و مخالف پادشاهی‌خواهی، جمهوری‌خواهی نامیده می‌شود.